# Kościół św. Walentego w Radlinie
Kościół świętego Walentego w Radlinie – rzymskokatolicki kościół parafialny należący do parafii pod tym samym wezwaniem (dekanat nowomiejski archidiecezji poznańskiej).
Jest to świątynia wzniesiona około 1688 roku. Jej budowę przypisuje się muratorowi z Poznania, Grzegorzowi Lendzowi. Przy kościele znajduje się kaplica i nagrobek Andrzeja i Katarzyny Opalińskich. Kaplica powstała około 1600 roku, natomiast nagrobek datuje się na około 1605 rok. Istnieje kilka hipotez na temat tego, kto jest autorem nagrobka, które wskazują na silne powiązania z dziełami Włochów tworzących w Polsce, jednak jednoznacznie nie można stwierdzić, kto wykonał nagrobek. 
Do wyposażenia kościoła należą także: ołtarz, ozdobiony obrazem Matki Boskiej Szkaplerznej z 1658 roku, który znajduje się w kaplicy Opalińskich, nagrobek biskupa poznańskiego Andrzeja Opalińskiego wykonany z czarnego marmuru około 1630 roku, umieszczony na ścianie południowej, miedziana chrzcielnica powstała w 1685 roku.